# Thank You (album de Stone Temple Pilots)
Pour les articles homonymes, voir Thank You.
Thank You est un album de Stone Temple Pilots, sorti le 11 novembre 2003.

## Liste des titres
1. Vasoline
2. Down
3. Wicked Garden
4. Big Empty
5. Plush
6. Big Bang Baby
7. Creep
8. Lady Picture Show
9. Trippin' On A Hole In A Paper
10. Interstate Love Song
11. All In The Suit That You Wear
12. Sex Type Thing
13. Days Of The Week
14. Sour Girl
15. Plush (Acoustic Version)

## Liens
- Site officiel du groupe